# Serbanibathynella
Genre
Serbanibathynella est un genre de crustacés malacostracés de la famille des Bathynellidae.

## Distribution
Les espèces de ce genre sont endémiques d'Andhra Pradesh en Inde,.

## Liste des espèces
Selon World Register of Marine Species (25 décembre 2017) :
- Serbanibathynella primaindica Ranga Reddy & Schminke, 2005
- Serbanibathynella secunda Totakura & Ranga Reddy, 2014

## Publication originale
- Ranga Reddy & Schminke, 2005 : A new bathynellid from India with unusual mouthparts (Bathynellacea: Bathynellidae). Journal of Crustacean Biology, vol. 25, no 1, p. 25-30.